# Jolande Sap
Jolande Sap, född 22 maj 1963 i Venlo, är en nederländsk politiker och ekonom i partiet Grön vänster (GroenLinks). Hon ersatte partiets ledamot Wijnand Duyvendak i Generalstaternas andra kammare i september 2008, efter att han lämnat sin plats i augusti 2008. Från 16 december 2010 till 5 oktober 2012 var hon partiledare för Grön vänster.